# Troy Brosnan
Troy Brosnan (Adelaide, 13 de julho de 1993) é um desportista australiano que compete no ciclismo de montanha na disciplina de descenso. Ganhou duas medalhas no Campeonato Mundial de Ciclismo de Montanha, prata em 2019 e bronze em 2014.

## Palmarés internacional
| Campeonato Mundial | Campeonato Mundial             | Campeonato Mundial | Campeonato Mundial |
| Ano                | Lugar                          | Medalha            | Competição         |
| ------------------ | ------------------------------ | ------------------ | ------------------ |
| 2014               | Hafjell/Lillehammer ( Noruega) | Medalha de bronze  | Descida            |
| 2019               | Mont-Sainte-Anne ( Canadá)     | Medalha de prata   | Descida            |